# Schilksee
Schilksee (på dansk Schilksø eller Skilksø) er en bydel i Kiel beliggende ved indløbet til Kiel Fjord i den sydøstlige del af halvøen Jernved.
Schilksee er første gang nævnt 1264 som de Skildikesse. Navnet er afledt af ordet skjold (ty. Schild), enten som terrænbetegnelse eller som betegnelese for en her liggende lille sø. Før 1864 hørte landsbyen under Hertugdømmet Slesvig og dermed til Danmark. I 1876 blev Schilksee preussisk landkommune, i 1959 blev Schilksee indlemmet i den ellers holstenske by Kiel. I forbindelse med de olympiske leger i 1972 blev der bygget Olympiacentret (Olympiazentrum Kiel-Schilksee) - et kompleks af lystbådehavn, svømmehal, boliger og butikker. Schilksee grænser i syd til Frederiksort, i vest til Dänischenhagen og i nord til Strande.

## Galleri
- Schilksee strand